# Isotes nigripes
Isotes nigripes es una especie de insecto coleóptero de la familia Chrysomelidae.
Fue descrita científicamente en 1921 por Julius Weise.